# Hubbard (Ohio)
Hubbard és una ciutat dels Estats Units a l'estat d'Ohio. Segons el cens del 2000 tenia 8.284 habitants.

## Demografia
Segons el cens del 2000, Hubbard tenia 8.284 habitants, 3.456 habitatges, i 2.322 famílies. La densitat de població era de 927,1 habitants per km².
Dels 3.456 habitatges en un 28% hi vivien nens de menys de 18 anys, en un 53,7% hi vivien parelles casades, en un 10,2% dones solteres, i en un 32,8% no eren unitats familiars. En el 30% dels habitatges hi vivien persones soles el 15,1% de les quals corresponia a persones de 65 anys o més que vivien soles. El nombre mitjà de persones vivint en cada habitatge era de 2,4 i el nombre mitjà de persones que vivien en cada família era de 2,99.
Per edats la població es repartia de la següent manera: un 23,2% tenia menys de 18 anys, un 7,6% entre 18 i 24, un 26,2% entre 25 i 44, un 24,7% de 45 a 60 i un 18,3% 65 anys o més.
L'edat mediana era de 40 anys. Per cada 100 dones de 18 o més anys hi havia 85,1 homes.
La renda mediana per habitatge era de 34.657 $ i la renda mediana per família de 42.077 $. Els homes tenien una renda mediana de 34.572 $ mentre que les dones 25.052 $. La renda per capita de la població era de 19.838 $. Aproximadament el 5,3% de les famílies i el 8,6% de la població estaven per davall del llindar de pobresa.

## Poblacions properes
El següent diagrama mostra les poblacions més properes.